# Erwin Hirnschall
Erwin Hirnschall (* 22. Juli 1930 in Allentsteig, Niederösterreich; † 26. August 2011 in Wien) war ein österreichischer Politiker.

## Leben
Erwin Hirnschall wuchs im Waldviertel in Niederösterreich heran und legte im Jahr 1948 seine Matura am Gymnasium Zwettl ab. Zum Studium der Rechtswissenschaften an der Universität Wien kam er Ende der 1940er Jahre in die österreichische Bundeshauptstadt; 1955 promovierte er.
Im selben Jahr zählte Hirnschall zu den Gründungsmitgliedern sowohl der Freiheitlichen Partei Österreichs (FPÖ) als auch des Rings Freiheitlicher Studenten (RFS). Er gehörte auch der Ferialverbindung Deutscher Hochschüler Waldmark Gmünd an.
Seine politische Karriere begann 1959, als er als Bezirksrat in die Bezirksvertretung des Wiener Gemeindebezirks Liesing gewählt wurde. Fünf Jahre später, im Jahr 1964, wechselte er als FP-Abgeordneter in den Wiener Landtag und Gemeinderat, dem er 32 Jahre lang bis 1996 angehörte. Zuletzt wurde er im Jahr 1991 zum Dritten Landtagspräsidenten gewählt.
Innerhalb seiner Partei bekleidete Hirnschall von 1983 bis 1991 das Amt des Landesparteiobmanns der Wiener Freiheitlichen; 1997 wurde er zum Ehrenobmann der FPÖ Wien ernannt.
Innerhalb der FPÖ wurde Hirnschall dem liberalen Flügel zugeordnet, nach eigener Aussage versuchte er „den rechten Rand sauber zu halten“. 2007 distanzierte sich Hirnschall von Heinz-Christian Strache, indem er in einem Interview angab: „[…] es mangelt ihm – zum Unterschied von Haider – an intellektuellem Tiefgang“.
Erwin Hirnschall wurde am Friedhof Mauer in Wien bestattet.

## Auszeichnungen
- 1975: Goldenes Ehrenzeichen für Verdienste um das Land Wien
- 1995: Großes Goldenes Ehrenzeichen für Verdienste um die Republik Österreich[4]